# Sejm konwokacyjny 1674
Sejm konwokacyjny 1674 – sejm konwokacyjny I Rzeczypospolitej został zwołany 5 grudnia 1673 roku do Warszawy.
Sejmiki przedsejmowe w województwach odbyły się 29 grudnia 1673 roku. Marszałkiem sejmu obrano Franciszka Bielińskiego, miecznika koronnego.
Obrady sejmu trwały od 15 stycznia do 22 lutego 1674 roku.
Uchwalono akt konfederacji generalnej na okres bezkrólewia. W czasie obrad sejmowych przeprowadzona została z inicjatywy magnatów litewskich Paców, skierowana przeciwko ewentualnej kandydaturze do tronu hetmana Jana Sobieskiego, ustna uchwała o wykluczeniu od tronu „Piasta”, czyli kandydata rodzimego.